# Jane Lynch
Jane Marie Lynch (Dolton, 14 juli 1960) is een Amerikaans comédienne en actrice. Ze won in 2011 een Golden Globe voor haar bijrol als Sue Sylvester in de komedieserie Glee, ook won ze voor die rol een Emmy Award. Hiervoor won ze dat jaar daadwerkelijk een Screen Actors Guild Award samen met de gehele cast en in 2009 individueel de Satellite Award voor beste bijrolspeelster.
Lynch maakte in 1988 haar film- en acteerdebuut, toen ze in de films Taxi Killer en Vice Versa verscheen. Dat bleken voor haar de eerste van meer dan 55 filmrollen, meer dan 60 inclusief die in televisiefilms. Op het kleinere scherm speelde Lynch wederkerende personages in ruim vijftien verschillende televisieseries. Een aanzienlijk gedeelte hiervan bestaat uit rollen van vijf of minder afleveringen. Langduriger voorkomende personages speelde ze in onder meer MDs (2002), Lovespring International (2006), The L Word (2005-2009), Two and a Half Men (2004-2009) en Glee (2009-2015).
Lynch had eenmalige gastrollen in ruim veertig andere series van verschillende genres, zoals Married... with Children, Party of Five, NewsRadio, 3rd Rock from the Sun, Frasier, Dharma & Greg, JAG, Gilmore Girls, Dawson's Creek, The West Wing, The X-Files, The Dead Zone, Monk, Las Vegas, Friends, CSI: Crime Scene Investigation, Weeds, Desperate Housewives en My Name Is Earl.
Voor haar televisiewerk kreeg ze in 2013 een ster op de Hollywood Walk of Fame.

## Privéleven
Lynch is, waarschijnlijk sinds een zware koorts als baby, doof in haar rechter oor. Ze dacht tot haar zevende dat iedereen uit één oor hoorde. Toen ze haar moeder vertelde dat zij rechts niets hoorde, bleek zij na tests volledig doof te zijn in dat oor.
Lynch is sinds haar 31e openlijk lesbisch. Ze was van 2010 tot en met 2014 getrouwd met psychologe Lara Embry.

## Filmografie
*Exclusief 5+ televisiefilms
| - Ralph Breaks the Internet (2018, stem) - Wreck-It Ralph (2012, stem) - Paul (2011) - Rio (2011, stem) - Shrek Forever After (2010, stem) - Post Grad (2009) - Julie & Julia (2009) - Ice Age: Dawn of the Dinosaurs (2009, stem) - Weather Girl (2009) - Spring Breakdown (2009) - Big Breaks (2009) - Role Models (2008) - Alex's Halloween (2008) - Another Cinderella Story (2008) - Space Chimps (2008, stem) - The Rocker (2008) - Man Maid (2008) - The Toe Tactic (2008) - Tru Loved (2008) - Adventures of Power (2008) - Walk Hard: The Dewey Cox Story (2007) - Alvin and the Chipmunks (2007) - Holly Hobbie and Friends: Best Friends Forever (2007, stem) - Love Is Love (2007) - The List (2007/) - The Hammer (2007) - Suffering Man's Charity (2007) - Smiley Face (2007) - I Do & I Don't (2007) - Eye of the Dolphin (2006) - Holly Hobbie and Friends: Christmas Wishes (2006, stem) | - The Frank Anderson (2006) - For Your Consideration (2006) - Talladega Nights: The Ballad of Ricky Bobby (2006) - Fifty Pills (2006) - The Californians (2005) - Bam Bam and Celeste (2005) - The 40 Year Old Virgin (2005) - Promtroversy (2005) - Holly Hobbie and Friends: Surprise Party (2005) - Lemony Snicket's A Series of Unfortunate Events (2004) - Memoirs of an Evil Stepmother (2004) - How to Be a Hollywood Player in Less Than Ten Minutes (2004) - Sleepover (2004) - Surviving Eden (2004) - Little Black Boot (2004) - Exposed (2003) - A Mighty Wind (2003) - Collateral Damage (2002) - Hiding in Walls (2002) - Nice Guys Finish Last (2001) - Best in Show (2000) - Color Me Gay (2000) - Red Lipstick (2000) - What Planet Are You From? (2000) - Touch Me (1997) - Fatal Instinct (1993) - The Fugitive (1993) - Straight Talk (1992) - Vice Versa (1988) - Taxi Killer (1988) |

## Televisieseries
*Exclusief eenmalige gastrollen
- Only Murders in the Building (2021-heden)
- Glee - Sue Sylvester (sinds mei 2009)
- iCarly' - Pam Puckett (Moeder van Sam Puckett) (2010, twee afleveringen)
- Two and a Half Men - Dr. Linda Freeman (2004-2009, elf afleveringen)
- Party Down - Constance Carmell (2009, negen afleveringen)
- The L Word - Joyce Wischnia (2005-2009, vijftien afleveringen)
- Criminal Minds - Diana Reid (2006-heden)
- Boston Legal - Joanna Monroe (2006-2008, vier afleveringen)
- Web Therapy - Claire Dudek (2008, drie afleveringen)
- The New Adventures of Old Christine - Ms. Hammond (2007, twee afleveringen)
- Help Me Help You - Raquel Janes (2006-2007, zes afleveringen)
- Lovespring International - Victoria Ratchford (2006, dertien afleveringen)
- Rodney - Amy O'Brien (2005-2006, twee afleveringen)
- Blind Justice - Dr. Taylor (2005, twee afleveringen)
- Unscripted - Jane (2005, twee afleveringen)
- Arrested Development - Cindi Lightballoon (2004, twee afleveringen)
- MDs - Aileen Poole, RN, Ph.D (2002, tien afleveringen)
- 7th Heaven - verpleegster (2002, vier afleveringen)
- Felicity - Professor Carnes (2002, twee afleveringen)
- Family Guy - Dotty Campbell (2001-2002, twee afleveringen - stem)
- Judging Amy - ASA Perkins (1999-2000, drie afleveringen)

- Biblioteca Nacional de España: XX5002504
- Bibliothèque nationale de France: cb150815004 (data)
- Gemeinsame Normdatei: 1066417989
- International Standard Name Identifier: 0000 0001 1547 3722
- Library of Congress Control Number: no2003101247
- MusicBrainz: 0f3f2e96-07bc-46f0-9b74-8c68071dc176
- Nationale Bibliotheek van Israël: 987007412080705171
- Nederlandse Thesaurus van Auteursnamen: 382616634
- Virtual International Authority File: 27356127
- WorldCat: E39PBJyxfrxkDG8tvHrHVGRR8C